# Lady Gaga Fame
Lady Gaga Fame là nước hoa đầu tiên được giới thiệu bởi ca sĩ người Mỹ Lady Gaga. Một loại nước hoa unisex, nó đã được phát hành trong Bảo tàng Guggenheim và trong hệ thống cửa hàng Macy's ở Mỹ và hệ thống cửa hàng khác nhau ở Vương quốc Anh vào ngày 22 tháng 8 năm 2012 và trên toàn thế giới vào tháng 9 cùng năm thông qua Haus of Gaga của cô hợp tác với Coty, Inc.. Theo tài liệu quảng cáo, loại nước hoa sử dụng "công nghệ push-pull", chứ không phải là cấu trúc hình tháp truyền thống của nước hoa, ghi chú ghi thành phần bao gồm Atropa belladonna, phong lan hổ, quả mơ, nghệ tây và mật ong. Tính đến năm 2013, nước hoa đã bán được hơn 30 triệu chai và đã kiếm được hơn 1,5 tỷ đô la trên toàn thế giới.

## Phát triển
Vào tháng 7 năm 2010, tạp chí Marketing của Anh đã đưa tin rằng ca sĩ Lady Gaga đã bắt đầu làm việc với một loại nước hoa "khác thường" với Coty, Inc., được phát hành vào dịp Giáng sinh năm đó và đi kèm với một chiến dịch quảng cáo lớn. "Tôi không biết gì về dự án này", phó chủ tịch của Coty Beauty là Steve Mormoris - nói khi được phỏng vấn. "Đó là một tin đồn hoàn toàn sai." Nhiều tháng sau, vào tháng 9, Mormoris tuyên bố rằng ca sĩ đã đồng ý thỏa thuận cấp phép dài hạn cho phép Coty phát hành nước hoa với thương hiệu mang tên của cô, loại nước hoa đầu tiên dự kiến sẽ được phát hành vào mùa xuân năm 2012. Vào tháng 6 năm 2012, Coty đã thông báo trong một thông cáo báo chí rằng nước hoa sẽ có tên Lady Gaga Fame.

## Mùi hương và bao bì
Các nguồn tin lưu hành vào đầu năm 2011 đã đưa tin Gaga muốn nước hoa có mùi máu và tinh dịch. Tuy nhiên, cô tuyên bố rằng nước hoa dựa trên sự kết hợp của hai chất sẽ không có mùi đó. Cô giải thích thêm rằng yếu tố máu dựa trên một mẫu phân tử máu của chính cô nhằm tạo ra "cảm giác có tôi trên da của bạn". Thay vì máu và tinh dịch, cô nói rằng nước hoa sẽ có mùi giống như một "gái mại dâm đắt tiền". Bao bì đã ghi chú thành phần nước hoa là "nước mắt của belladonna", trái tim nghiền nát của hoa lan hổ với một ít mùi hương của nhang, quả mơ nghiền nát và các tinh chất kết hợp của nghệ tây và những giọt mật ong". Về mẫu bao bì sản phẩm, thay vì cấu trúc hình chóp được sử dụng trong hầu hết các loại nước hoa, Lady Gaga Fame sử dụng "công nghệ kéo đẩy", trong đó các thành phần thể hiện các khía cạnh ý nghĩa của từng thành phần. Thay vì sử dụng các ý nghĩa trên, giữa và gốc, nước hoa dựa trên ba màu - "tối" (chứa các ghi chú Belladonna), "gợi cảm" (chứa mật ong, nghệ tây và hương mơ), và "ánh sáng" (chứa các ghi chú hoa lan hổ) kết hợp với nhau để tạo ra một mùi hương hoa, trái cây.
Nước hoa đề cập đến sự quyến rũ của danh tiếng và tài sản với mùi hương ngọt ngào và vương miện vàng, một chủ đề mà Gaga thường khám phá trong sự nghiệp của cô; bao gồm chất độc belladonna, cùng với chất lỏng màu đen, đại diện cho danh tiếng hiệu ứng đen tối hoặc hủy diệt có thể có trên một cá nhân. Gaga tuyên bố ở mặt sau của bao bì rằng nước hoa có màu "đen, giống như linh hồn của sự nổi tiếng".
Về mặt độc đáo, Fame là một loại nước hoa phun ra có màu đen và trở nên vô hình một khi bay trong không khí; Theo thông cáo báo chí của Coty, đây là loại nước hoa đầu tiên sử dụng công nghệ như vậy. Kiểu chai được thiết kế bởi Gaga và nhiếp ảnh gia Nick Knight, được tạp chí Billboard mô tả là "đơn giản và không cầu kỳ", "đội một chiếc mũ vàng sắc sảo và giống người ngoài hành tinh". Nhiều người có cá tính đã ngạc nhiên bởi sự tinh tế của nước hoa khi so sánh với các mùi hương nổi tiếng khác. Hai phiên bản của nước hoa đã được phát hành: một phiên bản giá rẻ loại chai nhỏ có nắp nhựa, trong khi một "phiên bản ra mắt" đắt tiền hơn, được gọi là Le Masterpiece, loại chai lớn hơn với nắp kim loại cứng.

## Phát hành và tiếp nhận
Lady Gaga Fame đã được phát hành trên toàn thế giới vào tháng 9 năm 2012 thông qua Haus Laboratories có trụ sở tại Paris, hợp tác với Coty. Tại Hoa Kỳ, nó được phát hành tại các cửa hàng Macy's vào ngày 22 tháng 8. Chiến dịch quảng cáo được đạo diễn và chụp ảnh bởi Steven Klein. Chiến dịch đã được so sánh với bộ phim Gulliver's Travels. Vào ngày 18 tháng 7 năm 2012, một bộ phim ngắn đen trắng có tựa đề "Công thức" của Todd Tourso, Reggie Know, Rob English, Kenneth Robin, với giọng nói và nhạc phim của Jean Marc Virard "4THSEX" đã được phát hành. Thời lượng ngắn chỉ có hai phút có các người mẫu nam hấp dẫn pha trộn hóa chất và đun sôi chúng trong phòng thí nghiệm để tạo ra mùi thơm. Gaga không xuất hiện trong clip. Gaga xuất hiện trên trang bìa tháng 9 năm 2012 của tạp chí Vogue để quảng bá nước hoa.

### Video quảng cáo
Vào ngày 14 tháng 8 năm 2012, Gaga đã phát hành đoạn trailer dài 30 giây của quảng cáo Lady Gaga Fame sử dụng bài hát "Scheiße" của cô làm nhạc nền. Vào ngày 23 tháng 8 năm 2012, một ngày sau khi chính thức ra mắt nước hoa tại Macy's, Lady Gaga đã phát sóng quảng cáo tiếp theo thứ hai. Nó lồng ghép trong một câu chuyện. Vào cuối quảng cáo, "Gulliver pose" của Lady Gaga được biến thành một bức tượng vàng tương tự như chiếc mũ từ Le Masterpiece. Sau đó cùng ngày, một quảng cáo tiếp theo thứ ba đã được công chiếu trên TV. Đó là diễu hành của Gaga với các người mẫu nam. Một bên có những người đàn ông khỏa thân một phần, mặc đồ cao su; một bên là những nhân vật nam cao to mặc một chiếc váy nửa kín phía trước, khỏa thân một bên và kín ở phía sau. Khuôn mặt của họ được che bởi một mặt nạ nhựa. Hai bức tượng "Gulliver" của Gaga cũng được giới thiệu, một với những người đàn ông nhỏ bé trèo lên người cô và người diễn viên khác nằm trong vàng.
Video thương mại hoàn chỉnh ra mắt vào ngày 13 tháng 9 năm 2012 tại Bảo tàng Guggenheim, New York và được phát hành trực tuyến cùng ngày tại Littlemonsters.com. Nó được đạo diễn bởi Steven Klein, người trước đây đã đạo diễn video âm nhạc Alejandro" của cô.

## Giải thưởng và đề cử
| Năm  | Giải                             | Thể loại                        | Kết quả   | Ref.   |
| ---- | -------------------------------- | ------------------------------- | --------- | ------ |
| 2013 | Canadian Fragrance Awards        | Lựa chọn của khách hàng         | Đoạt giải | [ 21 ] |
| 2013 | FiFi Awards                      | Nước hoa nổi tiếng mới tốt nhất | Đoạt giải | [ 22 ] |
| 2013 | Swedish Beauty & Cosmetic Awards | Nước hoa nữ tốt nhất            | Đoạt giải | [ 23 ] |